# Sa Fertilitzadora
Sa Fertilitzadora va ser una antiga fàbrica situada de Palma.
La presència de fàbriques dins el barri de Son Fortesa va tenir un paper molt important per al seu desenvolupament, després de la guerra i la postguerra. En aquesta barriada s'oferiren habitatges a persones migrants arribades a Mallorca per a treballar. Entre les dècades dels 50 i 70, algunes activitats agrícoles foren impulsades, i una de les empreses que aprofitaren aquest auge fou la fàbrica Sa Fertilitzadora. Va prosperar gràcies a l'augment del consum d'adobs químics i la finalització de les restriccions elèctriques que hi havia al moment, condicionant la represa de les tècniques de regadiu i de l'elevat nivell de producció. L'edifici es trobava a l'actual parc de Son Costa, també conegut com a Parc de Sa Fertilitzadora.